# Skytel
Skytel Group (mong. Скайтел Групп) – mongolski operator telefonii komórkowej.
Powstał w 1999 roku. W 2006 r. operator miał 135 tys. abonentów.